# Nevianipora interjuncta
Nevianipora interjuncta är en mossdjursart som beskrevs av William MacGillivray 1886. Nevianipora interjuncta ingår i släktet Nevianipora och familjen Filisparsidae. Inga underarter finns listade i Catalogue of Life.